# اسلیپ پارتی پیپل
اسلیپ پارتی پیپل (انگلیسی: Sleep Party People) نامی‌ست که هنرمند دانمارکی، برایان بتز روی پروژهٔ موسیقی انفرادی‌اش نهاده است. او با کمک «دوستانش» از سال ۲۰۰۸ میلادی تا کنون سه آلبوم منتشر کرده. از ویژگی‌های بارز اسلیپ پارتی پیپل، استفاده از سازهای قدیمی و ماسک‌های خرگوش در اجراهاست که در هماهنگی کامل با سبک رؤیاییِ ملهَم از موسیقی امبینت و پست راکِ گروه است.نام یکی از زیباترین آهنگ های اسلیپ پارتی پیپل ، بهشت بالای سر ماست (heaven is above us) میباشد